# Jarun-See

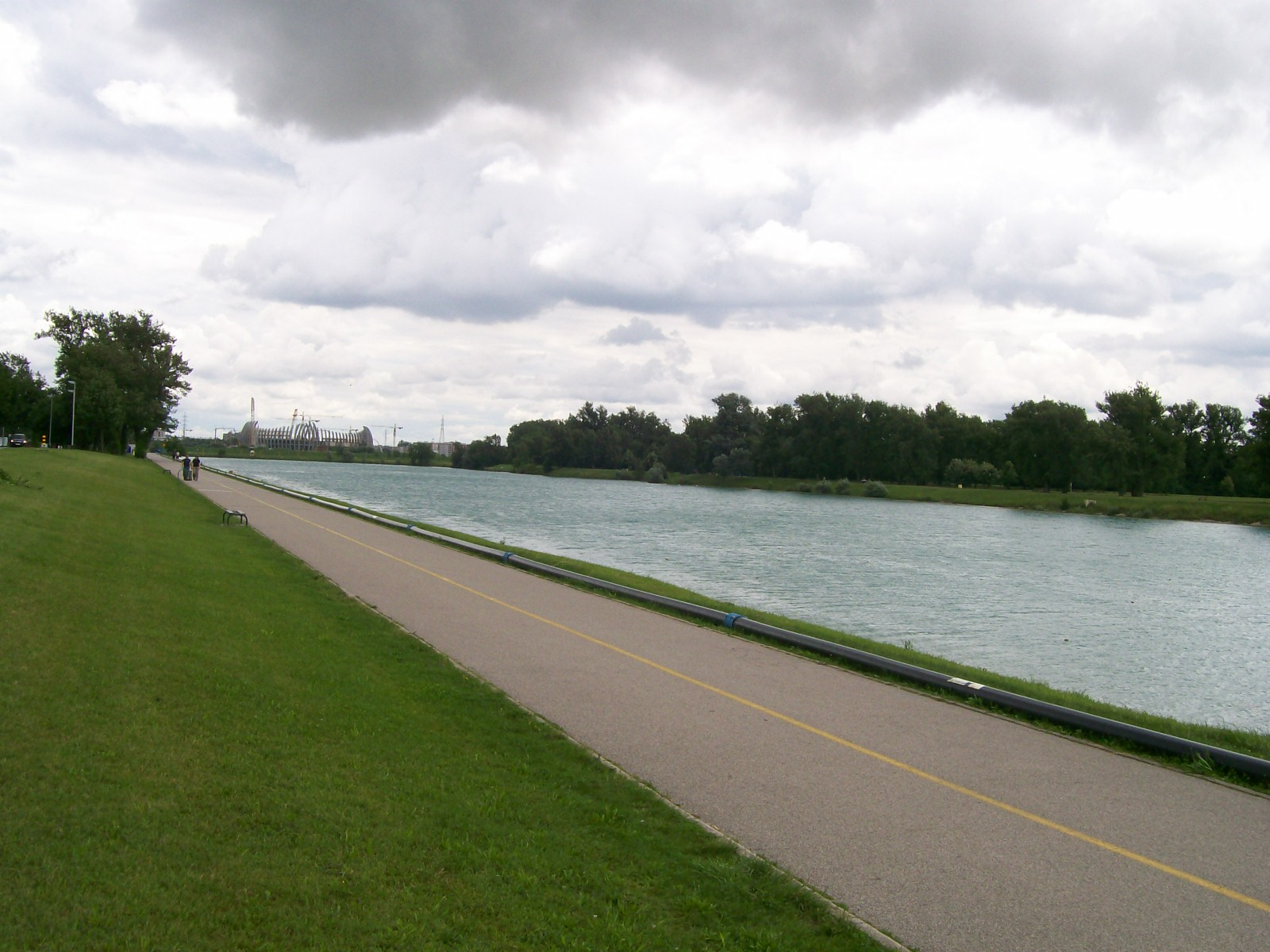
Regattastrecke

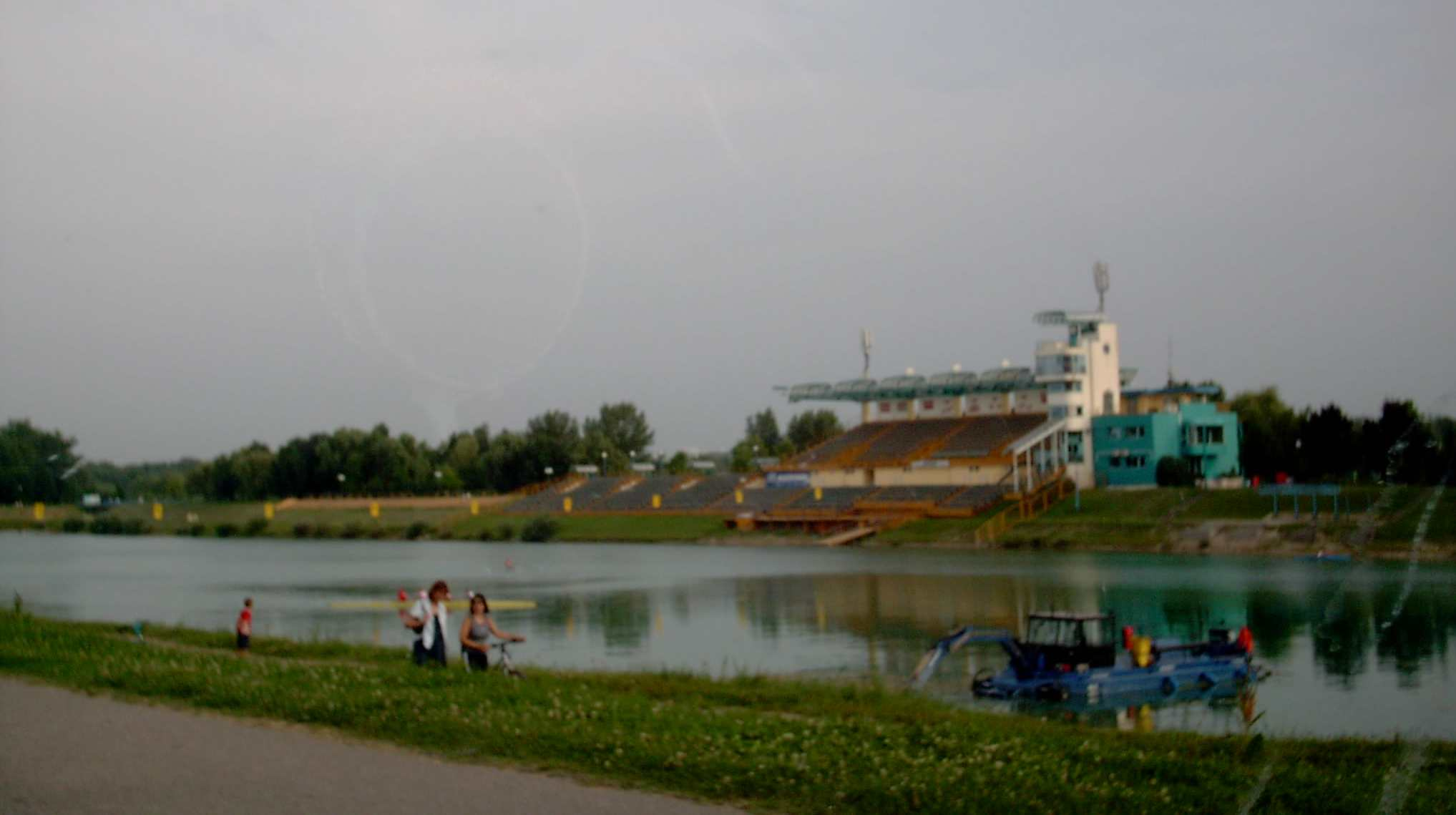
Tribüne und Regattastrecke im Jarun-See

Der Jarun-See befindet sich im gleichnamigen Stadtteil Jarun im Südwesten der kroatischen Hauptstadt Zagreb. Zusammen mit einem südwestlich bis zur Save anschließenden Waldstück bildet er einen 235 Hektar großen Freizeit- und Sport-Park. Der durch mehrere Inseln in eine zwei Kilometer lange Regattastrecke und zwei Badeseen unterteilte See hat eine Wasserfläche von 75 Hektar.
Im August 2005 fanden auf der Regattastrecke die Weltmeisterschaften im Kanurennsport statt. Zuvor wurden auf der Strecke bereits die Ruder-Weltmeisterschaften 2000 ausgetragen.
Der Jarun ist ganzjährig ein bei den Zagrebern beliebtes Ausflugsziel und Naherholungsgebiet. Um den Jarun führt eine sechs Kilometer lange verkehrsberuhigte Straße. Hier treffen sich Leute auch beispielsweise zum Joggen, Schwimmen, Rollerskate-Fahren, Radfahren. An heißen Sommertagen finden sich bis zu 17.000 Besucher im Jarun-Park ein.
Entlang des stadtseitigen Ufers der Regattastrecke Jarun befinden sich Restaurants, Cafés und andere gastronomische Einrichtungen und mehrere Diskotheken, die auch zum abendlichen Ausgehen einladen.